# Lycophron de Phères
Pour les articles homonymes, voir Lycophron (homonymie).
Lycophron de Phères est le premier tyran à avoir pris le pouvoir dans la cité de Phères au Ve siècle av. J.-C. Il est probablement le père de Jason de Phères, autre tyran de Phères.
Citoyen de Phères, Lycophron y renverse le gouvernement de la noblesse et y instaure sa tyrannie. Il entreprend ensuite la conquête militaire de l'ensemble de la Thessalie, et vainc au combat puis massacre les guerriers thessaliens venus notamment de Larissa et probablement partisans de la famille des Aleuades. En 395 av. J.-C., Médios de Larissa, soutenu par une confédération d'États grecs, entre en guerre contre Lycophron, qui a de son côté le soutien de Sparte ; Médios parvient à prendre Pharsale. Les circonstances de la mort de Lycophron ne sont pas connues. 